# NGC 32
NGC 32 is een dubbelster in het sterrenbeeld Pegasus.
NGC 32 werd op 10 oktober 1861 ontdekt door de Duitse astronoom Johann Friedrich Julius Schmidt.